# Kỳ thị xã hội
Kỳ thị xã hội là sự không tán thành hoặc phân biệt đối xử đối với một người dựa trên các đặc điểm xã hội có thể nhận thức được để phân biệt họ với các thành viên khác trong xã hội. Sự kỳ thị xã hội thường liên quan đến văn hóa, giới tính, chủng tộc, trí thông minh và sức khỏe.

## Miêu tả
Kỳ thị là một từ Hy Lạp mà trong nguồn gốc của nó được gọi là một loại dấu hoặc hình xăm bị cắt hoặc đốt vào da của tội phạm, nô lệ hoặc kẻ phản bội để xác định rõ họ là người bị ô nhục hoặc không có đạo đức. Những cá nhân này bị né tránh đặc biệt là ở những nơi công cộng.
Sự kỳ thị xã hội có thể xảy ra dưới nhiều hình thức khác nhau. Các loại kỳ thị phổ biến nhất với văn hóa, giới tính, chủng tộc, và bệnh tật. Những cá nhân bị kỳ thị thường cảm thấy khác biệt và bị người khác đánh giá thấp.
Sự kỳ thị cũng có thể được mô tả như một nhãn hiệu liên kết một người với một tập hợp các đặc điểm không mong muốn tạo thành một khuôn mẫu. Nó cũng có thể được dán nhãn lên người khác. Khi mọi người xác định và gắn nhãn cho sự khác biệt của một người nào đó, những người khác sẽ cho rằng đó chỉ là cách mọi thứ diễn ra và người đó sẽ vẫn bị kỳ thị cho đến khi thuộc tính kỳ thị là không thể phát hiện ra được. Một số lượng đáng kể các khái quát được yêu cầu để tạo các nhóm, có nghĩa là mọi người sẽ đưa ai đó vào một nhóm chung bất kể người đó thực sự phù hợp với nhóm đó như thế nào. Tuy nhiên, các thuộc tính mà xã hội lựa chọn khác nhau tùy theo thời gian và địa điểm. Những gì được coi là không phù hợp trong một xã hội có thể là chuẩn mực trong một xã hội khác. Khi xã hội phân loại các cá nhân thành các nhóm nhất định, người được dán nhãn sẽ bị mất trạng thái và phân biệt đối xử.  Xã hội sẽ bắt đầu hình thành kỳ vọng về các nhóm đó một khi khuôn mẫu văn hóa được làm rõ.
Sự kỳ thị có thể ảnh hưởng đến hành vi của những người bị kỳ thị. Những người rập khuôn thường bắt đầu hành động theo cách mà những người kỳ thị của họ mong đợi ở họ. Nó không chỉ thay đổi hành vi của họ, mà còn định hình cảm xúc và niềm tin của họ. Thành viên của các nhóm xã hội bị kỳ thị thường phải đối mặt với định kiến gây ra trầm cảm (tức là sự phản cảm). Những sự kỳ thị này đặt bản sắc xã hội của một người vào các tình huống đe dọa, chẳng hạn như lòng tự trọng thấp. Bởi vì điều này, các lý thuyết bản sắc đã trở nên được nghiên cứu cao. Các lý thuyết về mối đe dọa danh tính có thể đi đôi với lý thuyết gán nhãn.
Thành viên của các nhóm bị kỳ thị bắt đầu nhận thức được rằng họ không bị đối xử như vậy và biết rằng họ có khả năng bị phân biệt đối xử. Các nghiên cứu đã chỉ ra rằng "đến 10 tuổi, hầu hết trẻ em nhận thức được định kiến văn hóa của các nhóm khác nhau trong xã hội và trẻ em là thành viên của các nhóm bị kỳ thị nhận thức về các loại hình văn hóa ở độ tuổi thậm chí còn trẻ hơn." 